# Marc Schöttner
Marc Schöttner (* 29. Dezember 1986 in Wiesbaden) ist ein deutscher Theater- und Fernsehschauspieler und Tänzer.

## Leben
Marc Schöttner wuchs in dem kleinen Ort Strinz-Trinitatis zwischen Wiesbaden und Limburg an der Lahn auf. 2010 begann er sein Schauspielstudium an der Hochschule der Künste Bern. 2012 wechselte er an die Hochschule für Musik und Theater Rostock.
Bereits während des Studiums wirkte er in vielen Theateraufführungen, in Kurzfilmen und Reportagen mit. Im Jahr 2011 wurde er für den Film Noch nie am Meer beim Filmfestival FilmFestSpezial ausgezeichnet. Seine erste TV-Hauptrolle spielte er von April 2013 bis Mai 2014 als Lukas Levin in der RTL-Daily Alles was zählt. Im Anschluss diplomierte er 2015 von seiner Hochschule und schrieb seine Diplomarbeit über seine dreimonatige Schauspielweiterbildung in New York bei dem Schauspielcoach Susan Batson und ihren Coaches.
Von 2015 bis 2017 war er Ensemblemitglied am Stadttheater Ingolstadt, wo er in neun Produktionen mitwirkte. In der Spielzeit 2015/16 verkörperte er in Das Ballhaus, einem Schauspiel ohne Worte von Jochen Schölch, der auch inszenierte, mehrere Charaktere in zeitlich verschiedenen Tanzszenen. Gelobt wurde seine Darstellung des Karlo Kollmar unter der Regie von Alexander Nerlich im Gegenwartsdrama Jenny Jannowitz. Oder: Der Engel des Todes von Michel Decar. Donald Berkenhoff führte Regie bei Bertolt Brechts Parabelstück Der gute Mensch von Sezuan, wo er die Rolle des Fliegers Yang Sun übernahm. Als Prinz Paris in der Operette Die schöne Helena von Peter Hacks und der Musik von Jacques Offenbach sang er auch in der Inszenierung von Folke Braband. In der Spielzeit 2016/17 war als Dichter Maccario in Carlo Goldonis Komödie Der Impresario von Smyrna unter der Regie des Intendanten Knut Weber zu sehen. In der Uraufführung von Volker Schmidts hochaktuellem Drama djihad Fragmente, das auch vom Autor inszeniert wurde, überzeugte er als junger Islamist. Als Liebhaber war er in Ibrahim Amirs Parallelgesellschaftskomödie Habe die Ehre unter der Regie vom Caroline Stolz zu sehen. In der Inszenierung von Alexander Nerlich spielte er mehrere Rollen in Dekalog – Die 10 Gebote, dessen Grundlage die Filmreihe des polnischen Regisseurs Krzysztof Kieślowski war. Seine letzte Rolle in Ingolstadt wurde die des Bundeswehroffiziers Lars Koch in Ferdinand von Schirachs Theatererfolg Terror, das von Annalena Maas inszeniert wurde. Im Jahr 2018 wurde das Stück wiederaufgenommen und er spielte erneut diese Rolle.
Bei den Luisenburg-Festspielen 2016 in Wunsiedel spielte er in Federico García Lorcas Tragödie Bluthochzeit unter der Regie von Eva-Maria Lerchenberg-Thöny an der Seite von Maria Kempken und Katy Karrenbauer die Rolle des Leonardo, wofür er mit dem Nachwuchspreis der Festspiele ausgezeichnet wurde.
Nach Beendigung seiner Theaterfestanstellung spielte er die männlichen Hauptrolle im Fernsehfilm Nanny verzweifelt gesucht (2018) der ZDF-Fernsehreihe nach Rosamunde Pilcher. Er erhielt eine U.S.-GreenCard (Artist Of Extraordinary Ability) und stand im Januar 2018 in einer kleinen Nebenrolle in der ABC-Serie Quantico vor der Kamera.
Im Sommer 2019 war er in der Titelrolle der Theateradaption des Kinofilms Shakespeare in love erneut bei den Luisenburg-Festspielen in Wunsiedel zu sehen.
Nach einigen Engagements in US-Low-Budget-Filmproduktionen und deutschen und amerikanischen TV-Serien war er von November 2021 bis Oktober 2022 in der ARD-Telenovela Rote Rosen in einer durchgehenden Serienrolle beschäftigt.
Bei den Burgfestspielen Jagsthausen war er im Sommer 2023 in der Hauptrolle des Tony Manero in der Theateradaption von Saturday Night Fever besetzt.
2025 spielt Schöttner am Theater am Dom in Köln an der Seite von Nicola Tiggeler, Timothy Peach und Madeleine Niesche die Rolle des Androiden Nic in der Komödie Je besser ich dich kenne von Krystian Martinek.

## Filmografie (Auswahl)
- 2009: 10:30 am (Kurzfilm)
- 2010: Behind the scenes: Oliver Rath
- 2010: Noch nie am Meer
- 2013–14: Alles was zählt
- 2014: SOKO 5113 – Episode: Work Hard
- 2015: Grey Hat
- 2015: This Used To Be Our Dream (Kurzfilm)
- 2016: I For I (Kurzfilm)
- 2018: Rosamunde Pilcher: Nanny verzweifelt gesucht
- 2018: Quantico – Episode: Bullet train
- 2018: SOKO Stuttgart – Episode: Der Mann im Mars
- 2019: Einfach Maria (Webserie, drei Folgen)
- 2019: Lotta & der schöne Schein
- 2019: Sturm der Liebe
- 2019: Nachtschwestern – Episode: Sturmwarnung
- 2019: Familie Dr. Kleist – Episode: Hart am Limit
- 2020: Hunters – Episode: 101
- 2020: High Maintenance – Episode: Soup
- 2020: SOKO Stuttgart – Episode: Schmutzige Hände
- 2021: VEX (Kurzfilm)
- 2021–2022: Rote Rosen
- 2024: Das Küstenrevier – Episode: Sag die Wahrheit
- 2024: In aller Freundschaft – Die jungen Ärzte – Episode: Affront
- 2024: Das Traumschiff: Hudson Valley

## Theater (Auswahl)
- 2010: Meisterdetektiv Kalle Blomquist (Astrid Lindgren Bühne Berlin)
- 2015–17: Das Ballhaus (Stadttheater Ingolstadt)
- 2015–16: Jenny Jannowitz. Oder: Der Engel des Todes (Stadttheater Ingolstadt)
- 2015: Die schöne Helena (Stadttheater Ingolstadt)
- 2016: Der gute Mensch von Sezuan (Stadttheater Ingolstadt)
- 2016: Bluthochzeit (Luisenburg-Festspiele Wunsiedel)
- 2016: Der Impresario von Smyra (Stadttheater Ingolstadt)
- 2016–17: djihad Fragmente (Uraufführung) (Stadttheater Ingolstadt)
- 2017: Habe die Ehre (Stadttheater Ingolstadt)
- 2017: Dekalog – Die 10 Gebote (Stadttheater Ingolstadt)
- 2017–18: Terror (Stadttheater Ingolstadt)
- 2019: Shakespeare in love (Luisenburg-Festspiele Wunsiedel)
- 2023: Saturday Night Fever (Burgfestspiele Jagsthausen)
- 2025: Je besser ich dich kenne... (Theater am Dom Köln)

## Awards
- 2016: Nachwuchspreis der Luisenburg-Festspiele